# 디지털리스트
디지털리스트(Digitalist)는 사회적 가치의 중심축을 디지털에 두고 디지털적인 사고와 행동을 하는 사람을 이르는 말이다.
컴퓨터의 발달로 정보통신 산업과 전자상거래가 주도하는 사회로 변해 가면서 지금까지 존재해 온 전통적인 직업군은 물론 신종 직업 분야까지 디지털화해 감에 따라 이들의 위상이 급부상하고 있다. 디지털 경제 문화를 선도해 갈 주도 세력으로까지 주목을 받고 있는 이들은 모두 컴퓨터를 자유자재로 다루는 전문적인 지식을 갖추고 있는 것이 특징이다.